# Kuohijärvi
Le lac Kuohi (finnois : Kuohijärvi) est un lac situé en Finlande,.

## Géographie
Le lac a une superficie de 3 470 hectares, soit 34,7 kilomètres carrés. Il mesure 17 kilomètres de long et 6 kilomètres de large.
La peninsule Porrasniemi, de plus de deux kilomètres de long, dépasse au sud de la rive occidentale du lac,.
Le lac compte 126 îles, dont la plus grande, Hietasalo,  située au milieu du lac est l est entourée, par exemple, par Aittosaari, Kolusaari, Kaituri, Kaitturinsaari, et plus à l'est par Sikosaari, Terrinen, Lehtisaaret, Lehmiö, Huhtasaari, Vohlio, Vähä-Vohlio, Koskentaustansaari et Huhtasaari.
Une suite d'eskers venant de Lammi se termine en péninsule de Kyläniemi.
La suite d'eskers, réapparaît au-dessus de la surface sous la formes d'îles: Pukaluoto, Kaituri, Atollisaari et Kaiturinsaari. À l'extrémité nord du lac se trouve Nurmisaari.
Les rivages du lac mesurent 116 kilomètres de long.
Les rives du Kuohijärvi sont principalement des terres boisées, entrecoupées d'un petit nombre de terres arables. L'habitat est dispersé et aucune agglomération ne borde les rives du lac. 
Les villages ou extrémités de communes voisines sont Kuohijoki, Riihimäki, Kuohijärvi, Porraskoski, Vähä-Evo, Takaperä, Lieso, Pitkälänkulma et Avuskulma,.

## Galerie

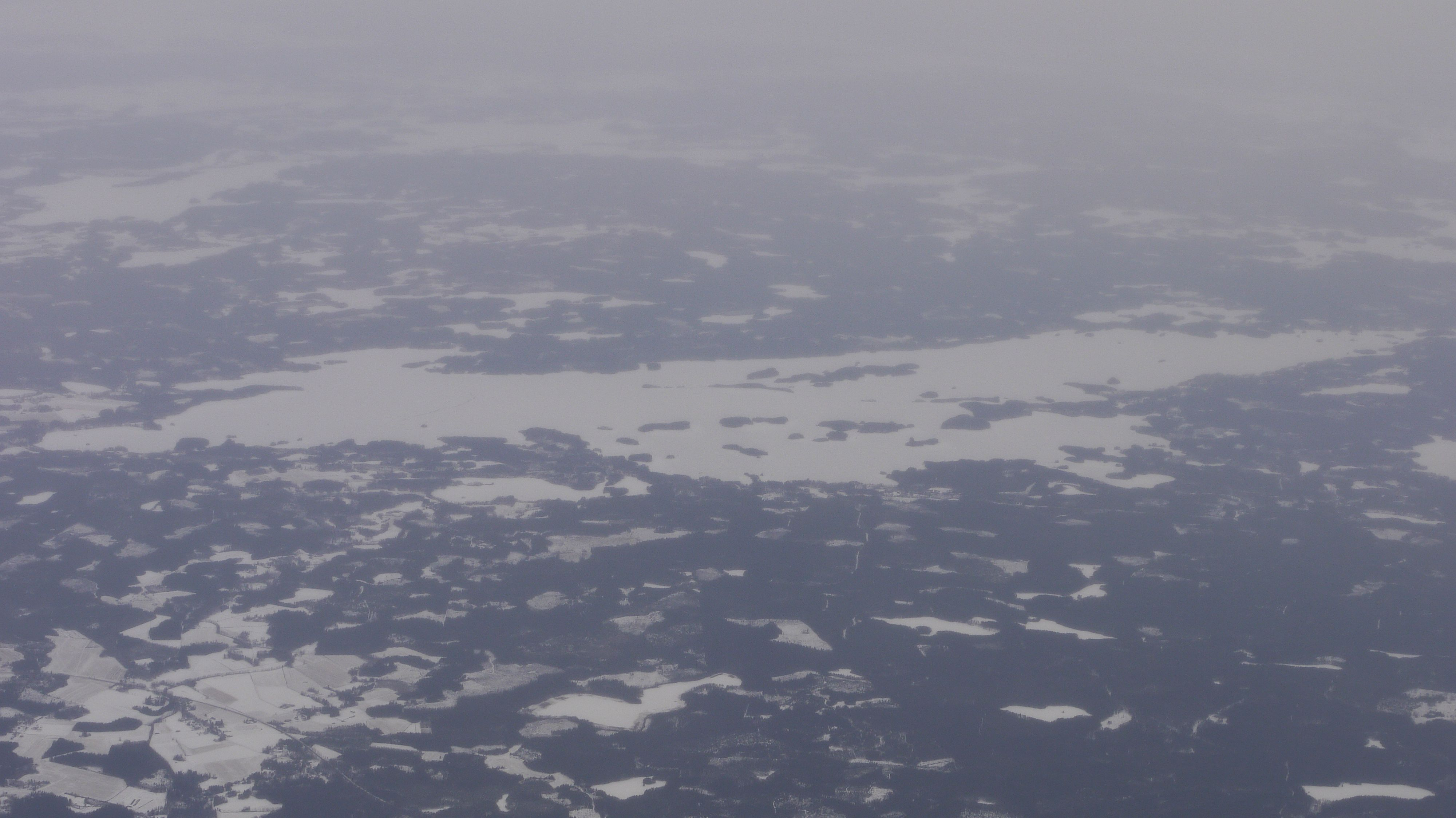
Le lac Kuohijärvi gelé en février 2017.